# Паганіко-Сабіно
Паганіко-Сабіно, Паґаніко-Сабіно (італ. Paganico Sabino) — муніципалітет в Італії, у регіоні Лаціо,  провінція Рієті.
Паганіко-Сабіно розташоване на відстані близько 55 км на північний схід від Рима, 26 км на південний схід від Рієті.
Населення — 178 осіб (2014).

## Демографія
Населення за роками:

Станом на 1 січня 2023 року в муніципалітеті офіційно проживало 9 іноземців з 3 країн, серед них 5 громадян країн Євросоюзу.

## Сусідні муніципалітети
- Аскреа
- Колледжове
- Марчетеллі
- Поццалья-Сабіна
- Варко-Сабіно